# Lawotschkin La-160
Die Lawotschkin La-160 Strelka (russisch Лавочкин Ла-160 Стрелка, deutsch Pfeil, NATO-Codename Type 6) war das erste sowjetische Strahlflugzeug mit gepfeilten Tragflügeln.

## Entwicklung
Die Arbeiten begannen 1946 unter Auswertung erbeuteter deutscher Forschungsunterlagen. Die 35°-Pfeilflügel wurden an einer La-152-Zelle angebracht, worauf, bedingt durch die Schwerpunktverlagerung, der Rumpf verlängert werden musste. Das Leitwerk war ebenfalls gepfeilt. Als Antrieb war das RD-10-Triebwerk, ein Nachbau des deutschen Jumo-004-Aggregats, vorgesehen. Da diese Turbine relativ leistungsschwach war, entwickelte das OKB Merkulow einen passenden Nachbrenner. Die so entstandene Kombination erhielt die Bezeichnung RD-10F. Die La-160 absolvierte ungefähr im Juli 1947 (vom genauen Datum existieren unterschiedliche Angaben) mit dem Testpilot Iwan Fjodorow ihren Erstflug und wurde bei der Luftparade in Tuschino am 3. August 1947 öffentlich vorgestellt. Die Flugerprobung wurde von Oktober 1947 bis zum Frühjahr 1948 unter anderem von Iwan Fjodorow durchgeführt, der dabei erstmals mehr als 1050 km/h (M 0,92) in 5700 m Höhe erreichte. Im Laufe der weiteren Tests lieferte die La-160 wichtige Erkenntnisse über die Aerodynamik bei hohen Geschwindigkeiten sowie den statischen Aufbau von Pfeilflügeln, die in die Entwicklung modernerer Flugzeugmuster einflossen. So wurden die bei der La-160 erstmals verwendeten zwei Grenzschichtzäune sowie die Pfeilflügel ins Entwicklungsprogramm der gerade entstehenden MiG-15 eingefügt. Zwar wurde die „Strelka“ nicht in Serie gebaut, doch diente sie zur Schulung von ausgewählten Piloten, um sie an die propellerlosen Strahlflugzeuge zu gewöhnen. Eine von Lawotschkin geplante Ausführung mit Derwent-Triebwerk wurde nicht genehmigt.

## Technische Daten

Dreiseitenriss

| Kenngröße             | Daten                                            |
| --------------------- | ------------------------------------------------ |
| Länge                 | 10,06 m                                          |
| Spannweite            | 8,95 m                                           |
| Flügelfläche          | 15,90 m²                                         |
| Flügelstreckung       | 5,0                                              |
| Pfeilung              | 35°                                              |
| V-Stellung            | −4,5°                                            |
| Leermasse             | 2.738 kg                                         |
| Startmasse            | 4.060 kg                                         |
| Triebwerk             | ein RD-10F                                       |
| Startschub            | 13,24 kN                                         |
| Höchstgeschwindigkeit | 960 km/h in Bodennähe 1.050 km/h in 5.700 m Höhe |
| Reichweite            | 500 km                                           |
| Gipfelhöhe            | 11.000 m                                         |
| Bewaffnung            | zwei 37-mm-MK N-37 mit je 60 Granaten            |